# Буковски, Джон (прелат)
Джо́н Буко́вски (словац. Ján Bukovsky, англ. John Bukovsky; 18 января 1924, Церова, Словакия — 18 декабря 2010, Текни, США) — американо-словацкий прелат, вербист. Титулярный архиепископ Табальты с 18 августа 1990 по 18 декабря 2010. Апостольский нунций в Румынии с 18 августа 1990 по 24 декабря 1994. Представитель Святого Престола в Российской Федерации с 24 декабря 1994 по 29 января 2000.

## Биография
В 1943 году поступил в Общество Божиего Слова (Конгрегацию вербистов). Из-за преследований католиков был вынужден покинуть Словакию и переехать в США.
3 декабря 1950 года рукоположён во священники ордена Вербистов в г. Текни (штат Иллинойс). Многие годы находился на дипломатической службе Святого Престола.

## Епископское служение
18 августа 1990 году рукоположён во епископы с назначением на титулярную кафедру Табальты и назначен апостольским нунцием в Румынии.
24 декабря 1994 года назначен представителем Святого Престола в Российской Федерации. С 29 января 2000 года вышел на покой в ранге апостольского нунция в Российской Федерации в отставке (Apostolic Nuncio Emeritus).
18 декабря 2010 года архиепископ Джон Буковски скончался в городке Текни (штат Иллинойс, США).
21 декабря 2010 года архиепископ Павел Пецци совершил заупокойную мессу об упокоении архиепископа Джона Буковского в Кафедральном соборе в Москве.